# Epiphyllum baueri
Az Epiphyllum baueri egy nemrégiben felfedezett dél-amerikai epifita kaktusz, melyet egy napjainkban is aktív taxonómus, Ralf Bauer tiszteletére neveztek el.

## Elterjedése
Kolumbia: Chocó területe, 50–150 m tengerszint feletti magasságban, Panama: Colón területe, 250 m tengerszint feletti magasságban. Jelenleg csak három gyűjtésből ismert a faj.

## Jellemzői
Hajtásai tövükön hengeresek, felül lapítottak, 200–500 mm hosszúak és 40–50 mm szélesek, a főér erőteljes, az élek konkáv módon hullámosak, az areolák gyengén fejlettek. Virágai 250 mm hosszúak, 30 mm szélesek, a tölcsér 200 mm-nél hosszabb, zöldes fehér. A szirmok keskenyek, fehérek, a porzószálak rózsaszínűek, a portokok sárgák, a bibeszál rózsaszínű, a bibepárnája krémszínű. A rokon fajoktól visszahajló szirmaival és a bibét szorosan körülölelő porzóival különbözik.

## Rokonsági viszonyai
Eddigi ismereteink szerint az Epiphyllum phyllanthus faj rokonsági körébe tartozik.